# Pomnik Kolonialny we Wrocławiu
Pomnik Kolonialny lub Pomnik Żołnierzy Kolonialnych (niem. Kolonial-Denkmal, Kolonialkriegerdenkmal) – pomnik poświęcony żołnierzom poległym w byłych niemieckich koloniach, który znajdował się na Wzgórzu Partyzantów we Wrocławiu. zburzony w 1945 roku.

## Historia
Projektantami byli: Walter Hierse i Maximilian Schmergalski, wzniesiony w 1932 r. na południowo-zachodnim zboczu Wzgórza Partyzantów (wówczas: Liebichshöhe) od strony fosy. Był poświęcony żołnierzom poległym w byłych niemieckich koloniach, np.: Niemiecka Afryka Wschodnia, Niemiecka Afryka Południowo-Zachodnia, Togoland, Qingdao i wyspach Oceanii. Został zburzony w 1945 r.

## Projekt i wymowa
Był zbudowany z kamienia w formie półrotundy, otoczonej po bokach schodami. W centralnej części znajdowała się płaskorzeźba lwa oraz napisy o treści rewizjonistycznej: Deutsches Land in Fremder Hand! (pol. Niemiecka ziemia w obcych rękach!) i Gedenket unserer Kolonien (pol. Pamiętajcie o naszych koloniach).